# Флейта из Дивье Бабе

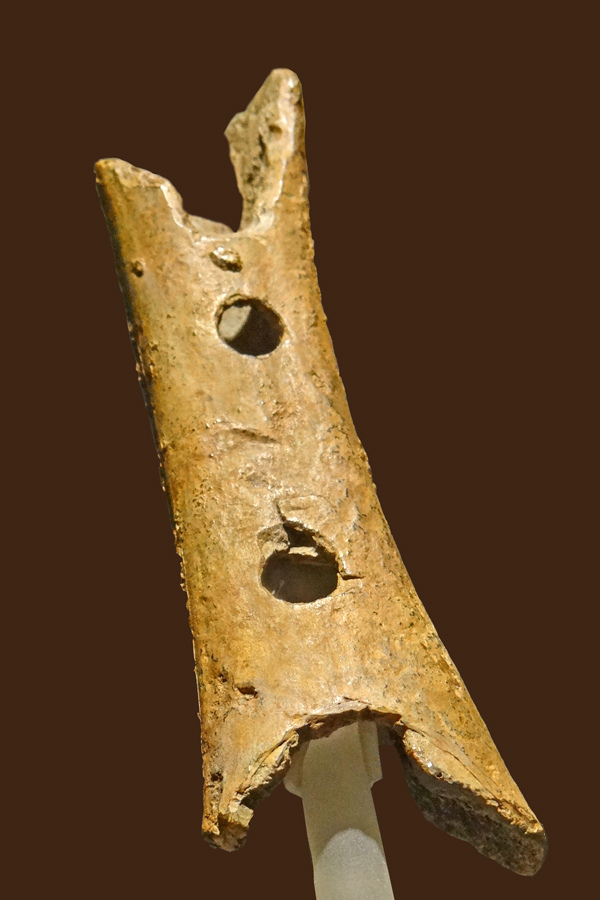

Неандертальская флейта, флейта из Дивье Бабе — артефакт первобытной эпохи, бедренная кость пещерного медведя с просверленными в ней отверстиями, обнаруженная в 1995 году исследователем Иваном Турком на археологическом объекте Дивье Бабе в Словении. Возраст находки оценивается приблизительно в 43 тыс. лет. Точное её назначение неизвестно, но широко распространено мнение, что она представляет собой древнейший из известных на данный момент музыкальных инструментов.

## Другие находки
Находка из Дивье Бабе — не единственная из т. н. палеолитических флейт: примитивные костяные дудочки изготавливались ещё представителями ориньякской культуры, древнейшие из них оцениваются в 30—35 тыс. лет. Похожие на «неандертальскую флейту» артефакты были описаны в 20—30-x гг. XX века словенским археологом Сречко Бродаром (сами объекты были уничтожены или утеряны во время оккупации Словении Италией). На фоне других палеолитических флейт находка из Дивье Бабе выделяется, во-первых, возрастом (на восемь тысяч лет превышающим возраст находок из Холе-Фельс и Гайсенклёстерле), во-вторых, тем, что её создание приписывается неандертальцам, относительно интеллектуальных и творческих способностей которых до сих пор ведутся споры.

## Теории, полемика
В ответ на публикации о «древнейшем в мире музыкальном инструменте» итальянский палеонтолог-тафономист Франческо Д’Эррико выдвинул предположение, что отверстия в медвежьей кости, выдаваемой за «флейту», могут быть всего лишь следами от зубов дикого животного, предположительно, пещерной гиеной. Музыковед Боб Финк подверг это предположение сомнению, заявив, что отверстия во флейте соответствуют нотам диатонического звукоряда: до, ре, ми, фа, что вряд ли может быть случайностью. С другой стороны, исследователи Филип Г. Чейс и Эйприл Новелл заявили, что бедренная кость молодого медведя слишком невелика по размерам, чтобы с её помощью можно было воспроизвести диатонический ряд. Скептицизм Чейса и Новелл только усилился после того, как им представилась возможность изучить её лично: по их словам, на «флейте» видны явные следы зубов, а края её подгрызены в попытке извлечь костный мозг.
В то же время, словенский археолог Митя Бродар, не отрицая того, что флейта представляет собой музыкальный инструмент, приписывает её изготовление не неандертальцам, а кроманьонцам ориньякской культуры.